# Munteni (okręg Gałacz)
Munteni – wieś w Rumunii, w okręgu Gałacz, w gminie Munteni. W 2011 roku liczyła 4272 mieszkańców.